# 法蘭克·文森
小法蘭克·文森·加圖索（英語：Frank Vincent Gattuso Jr.，1937年4月15日—2017年9月13日），義大利裔美國男演員及音樂家, 因經常在影視作品演出暴力黑手黨份子而被人熟知，知名作品如馬丁·史柯西斯的《蠻牛》、《四海好傢伙》、《賭國風雲》；影集《黑道家族》。

## 早年生活
文森有義大利人血統，家族來自西西里島和那不勒斯；他出生於美國馬薩諸塞州北亞當斯，並在新澤西州澤西市長大。

## 事業
文森擅長爵士鼓、鋼琴和小號，最初渴望從事音樂事業。白天，他是一名錄音室音樂家，與Paul Anka和Del Shannon等許多唱片藝術家合作。文森有自己的爵士樂隊，名為“法蘭克·文森和貴族貓”，在晚上演奏。1969年，文森的樂隊需要一名鋼琴家來確保合約，文森最終聘請了喬·派西來彈吉他。隨著休閒音樂的流行度下降，文森和佩西轉向單口喜劇，從1970年到1976年以“文森與佩西”的身份表演。艾伯特與科斯特洛的啟發雙人表演滑稽的唐·里克斯風格的侮辱喜劇，事實證明很受歡迎。在此期間，兩人建立了深厚的職業和個人友誼。

## 作品列表

### 電玩遊戲
| Year | Title                  | Role            | Notes |
| ---- | ---------------------- | --------------- | ----- |
| 2001 | 俠盜獵車手III          | Salvatore Leone | Voice |
| 2004 | 俠盜獵車手：聖安地列斯 | Salvatore Leone | Voice |
| 2005 | 俠盜獵車手：自由城故事 | Salvatore Leone | Voice |